# Trigonidium crustum
Trigonidium crustum är en insektsart som beskrevs av Otte, D. 1994. Trigonidium crustum ingår i släktet Trigonidium och familjen syrsor. Inga underarter finns listade i Catalogue of Life.